# Gemeinschaftswerk der Evangelischen Publizistik

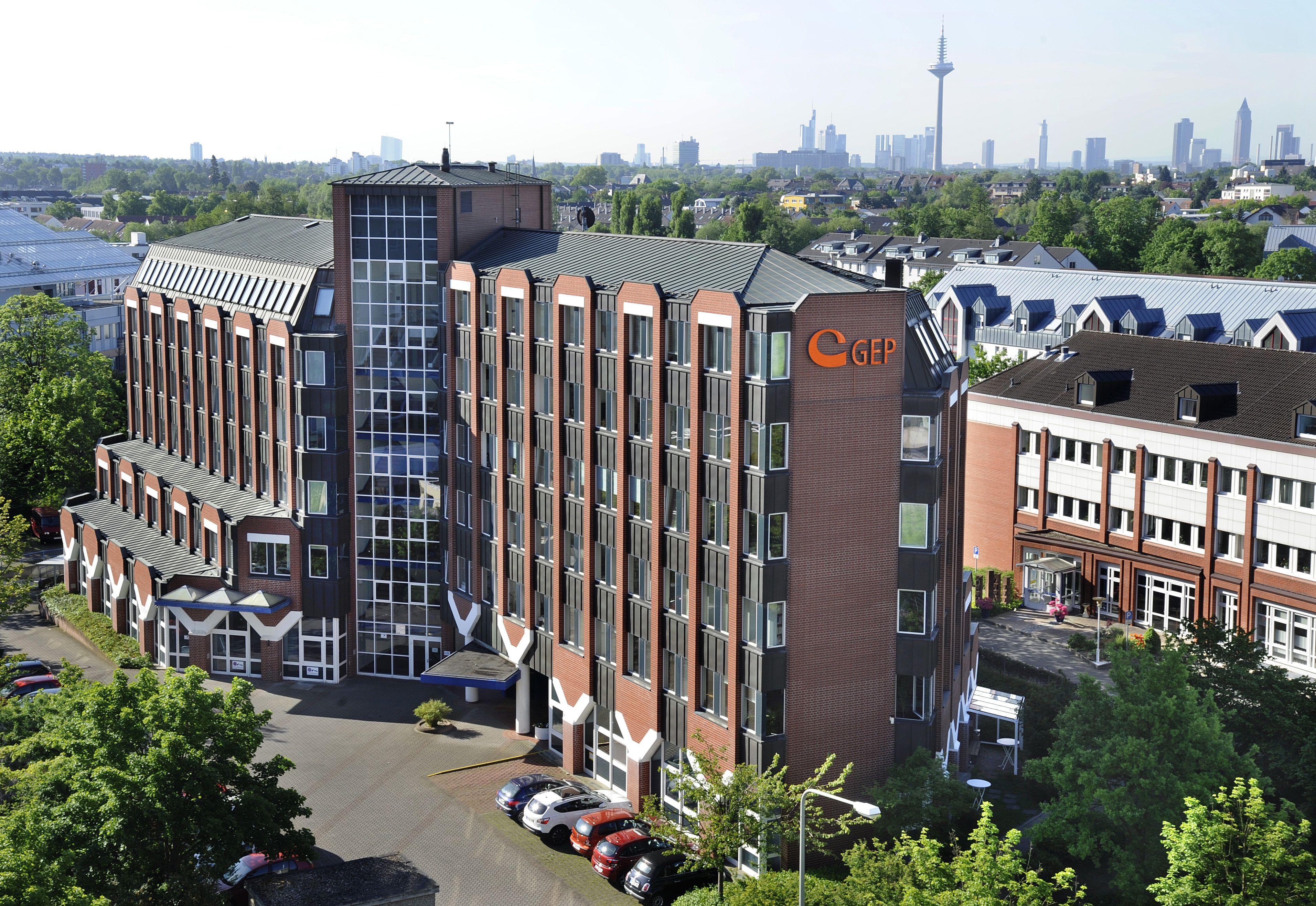
Gebäude des GEP in Frankfurt am Main

Das Gemeinschaftswerk der Evangelischen Publizistik gGmbH  (GEP) ist das bundesweite Medienunternehmen der Evangelischen Kirche in Deutschland (EKD), ihrer Gliedkirchen, Werke und Einrichtungen sowie für die evangelischen Freikirchen. Es wurde 1973 von dem bayerischen Pfarrer Robert Geisendörfer gegründet. Die Synode der EKD bezeichnete das GEP im Rahmen einer Beschlussfassung im Jahr 2008 als „Kompetenzzentrum“. Unter dem Dach des GEP finden sich die Bereiche Printpublizistik, Nachrichtenagentur, Online, Hörfunk, Fernsehen, Film, journalistische Ausbildung, Medienethik, Medienpädagogik, Medienpolitik und Öffentlichkeitsarbeit.

## Auftrag
Laut Satzung des GEP ist evangelische Publizistik eine Funktion der Kirche und nimmt in allen ihren Arbeitszweigen an der Erfüllung des Auftrags teil, dem Kirche verpflichtet ist. Das Motto des Gründungsdirektors, des evangelischen Theologen und Publizisten Robert Geisendörfer, lautete: „Was evangelische Publizistik kann: Fürsprache üben, Barmherzigkeit vermitteln und Stimme leihen für die Sprachlosen.“

## Struktur
Nach Beschlüssen von Gesellschafterversammlung, Rat der EKD und Kirchenkonferenz hat das GEP seit September 2012 mit der Evangelischen Kirche in Deutschland (94 %) und dem Evangelischen Werk für Diakonie und Entwicklung (6 %) nur noch zwei Gesellschafter (davor waren es 31, darunter alle Gliedkirchen der EKD). Mit der im September 2012 verabschiedeten neuen Satzung wurde ein Aufsichtsrat gebildet, dem weitgehende gesellschaftsrechtliche Kompetenzen übertragen wurden. Unter anderem soll der Aufsichtsrat gewährleisten, dass das GEP weiterhin Mediendienstleistungsunternehmen für die Gemeinschaft der Gliedkirchen bleibt. Im Frühjahr 2023 hat das GEP die Mehrheitsanteile am Medienhaus der Evangelischen Kirche in Hessen und Nassau (EKHN) übernommen. Bis zum Frühjahr 2024 entsteht ein gemeinschaftliches Medienunternehmen am gemeinsamen Standort im Frankfurter Mertonviertel. Zum EKHN-Medienhaus gehören etwa 45, zum GEP zirka 140 Mitarbeitende. Geschäftsführerinnen des GEP sind Stefanie Schardien (Theologische Geschäftsführerin), die in Personalunion auch Medienbeauftragte des Rates der EKD ist, und Ariadne Klingbeil (Kaufmännische Geschäftsführerin), die auch das EKHN Medienhaus als Geschäftsführerin leitet. Vorsitzende des Aufsichtsrats ist der Kirchenpräsidentin der Evangelischen Kirche der Pfalz, Dorothee Wüst.

## Aufgabenbereiche
Die Arbeit des GEP im Dienst der Gemeinschaft der Gliedkirchen, Werke und Einrichtungen findet unter anderem Ausdruck durch die Arbeit in Vorstand und Geschäftsführung im Evangelischen Medienverband in Deutschland (EMVD – dem Dachverband für zurzeit 48 Verlage, Medienhäuser, Buchhandlungen und regionale evangelische Presseverbände in Deutschland), in der Geschäftsführung der Arbeitsgemeinschaft Öffentlichkeitsarbeit (Netzwerk für Presse- und Öffentlichkeitsarbeit, Public Relations und Marketing in Kirche und Diakonie), in Geschäftsführung und Vorstand der epd-Arbeitsgemeinschaft, in der Koordination der landeskirchlichen Rundfunkarbeit, in der regionalen Vernetzung der evangelischen Internetarbeit, in einer 74%igen Beteiligung an der Evangelischen Verlagsanstalt (EVA) in Leipzig sowie in der Mitgliedschaft in der Konferenz für Diakonie und Entwicklung im Evangelischen Werk für Diakonie und Entwicklung.
Wesentliche Arbeitsbereiche und Produkte des Unternehmensverbands sind das evangelische Magazin chrismon, der Evangelische Pressedienst (epd), das evangelische Contentnetzwerk yeet, das Portal religionen-entdecken.de, die Nachrichtenplattform „Amal“, die Rundfunkarbeit mit Sendungen wie zum Beispiel das „Wort zum Sonntag“ in der ARD, die filmkulturelle Arbeit für das Kulturbüro der EKD, das Onlineportal der evangelischen Kirche „evangelisch.de“, die Geschäftsführung des Medienpreises der evangelischen Kirche „Robert Geisendörfer Preis“, die Geschäftsführung für die Fastenkampagne der evangelischen Kirche in der Passionszeit „7 Wochen Ohne“ sowie weitere Verlags- und Medienaufgaben wie zum Beispiel die Redaktion und Produktion des JS-Magazins, die Evangelische Zeitschrift für Junge Soldaten, eine Kooperation mit dem YouTube-Kanal „BASIS:KIRCHE“ sowie Verlagsdienstleistungen im Auftrag der Magazine zeitzeichen, welt-sichten sowie Diakonie Magazin. Als Dienstleister für Anzeigen- und Werbezeitenvermarkter arbeitet das GEP mit seinem 100-prozentigen Tochterunternehmen m-public mit Sitz in Berlin.

### Aktion „7 Wochen Ohne“
„7 Wochen Ohne“, die bundesweite Fastenaktion der evangelischen Kirche, findet jedes Jahr in der Passionszeit statt. Sie beginnt stets am Aschermittwoch und endet immer am Ostersonntag. Die Fastenaktion gilt in Deutschland mit jährlich mehr als 2 Millionen Teilnehmenden als bekannteste kirchliche Aktion nach Brot für die Welt. Zu den Aufgaben des GEP gehören die Kreation des Jahresmottos, Produktion und Vertrieb der Fastenkalender und sonstigen Begleitmaterialien, die Realisierung der Presse- und Öffentlichkeitsarbeit sowie die Betreuung der Online-Auftritte.

### chrismon
Das GEP produziert als bekanntestes Produkt das evangelische Magazin chrismon, das als kostenlose Beilage in einer Auflage von 1,5 Millionen Exemplaren pro Monat in ausgewählten deutschen Tageszeitungen sowie der Wochenzeitung „Die Zeit“ erscheint. Zusammen mit der erweiterten Abonnentenausgabe, die unter dem Titel chrismon plus angeboten wird, erreicht die Magazinfamilie laut Ergebnissen der Allensbacher Markt- und Werbeträgeranalyse (AWA 2023) 1,42 Millionen Leser. Ein Shop und das Onlineangebot chrismon.de ergänzen die Publikation, deren Aufgabe es ist, teilzunehmen an dem Bemühen, das Evangelium für die Gegenwart jeweils neu auszulegen und den christlichen Glauben in allen Lebensbereichen zur Geltung zu bringen. Chefredakteurin von chrismon ist Ursula Ott.

### ein-jahr-freiwillig.de
ein-jahr-freiwillig.de ist eine Stellenbörse für Freiwilligendienste im Umfeld der Evangelischen Kirche in Deutschland (EKD). Rund 90 evangelische Organisationen präsentieren auf der Plattform rund 20.000 Einsatzstellen in Deutschland und im Ausland. Das Portal bietet Informationen über Angebote wie Freiwilliges Soziales Jahr (FSJ) oder Bundesfreiwilligendienst (BFD) in Deutschland sowie internationale Freiwilligendienste. Die Freiwilligenbörse ist seit 2015 online. Das Portal wurde unter anderem mit den Stevie Awards (2021), Fox Awards für Effizienz (2021) und dem German Design Award (2019) ausgezeichnet.

### epd
Die Zentralredaktion des Evangelischen Pressedienstes (epd) ist der größte Geschäftsbereich im GEP. Der epd informiert laut Leitbild als Nachrichtenagentur mit seinen Nachrichten und Informationsdiensten unabhängig und in eigener redaktioneller Verantwortung über Leben und Handeln der evangelischen Kirchen, ihrer Institutionen, Gruppen und Bewegungen. Die Agentur unterrichtet über ökumenische Vorgänge, über Fragen der Verkündigung und der öffentlichen Verantwortung der Kirche. Dazu gehören religiöse, kulturelle, soziale und politische Themen, die von theologischer und kirchlicher Relevanz sind. Schwerpunkte der Berichterstattung sind ferner die Themen des Konziliaren Prozesses für Gerechtigkeit, Frieden und Bewahrung der Schöpfung sowie Dritte Welt und Entwicklung, Medien und Bildung. Der epd wurde 1910 gegründet und ist die älteste deutsche Nachrichtenagentur, aktueller Marktführer im deutschen Agenturmarkt ist die Deutsche Presse-Agentur (dpa). Produkte des epd sind der Basisdienst, Zentralausgabe (auch für mobile Endgeräte), epd bild, epd Infografik, epd Feature, epd medien (auch für mobile Endgeräte), epd sozial, epd Dokumentation, epd Wochenspiegel sowie die Landesdienste epd Ost, epd West, epd Bayern, epd Nord, epd Niedersachsen-Bremen, epd Mitte-West, epd Südwest. Chefredakteur der epd-Zentralredaktion ist Karsten Frerichs.

### evangelisch.de
Im GEP wird auch das Internetportal der evangelischen Kirche evangelisch.de mit allen Subseiten produziert. Das tagesaktuelle Online-Angebot berichtet über Ereignisse in Deutschland und der Welt aus evangelischer Perspektive, bietet Antworten auf Fragen nach Glauben und Kirche an und liefert Produktionshilfe für die Arbeiten am Gemeindebrief auf gemeindebrief.de. Zu den Unterseiten zählen unter anderem chrismon.de, rundfunk.evangelisch.de für die Rundfunkarbeit, der Internetauftritt der Fastenaktion „7 Wochen Ohne“.

### Evangelisches Contentnetzwerk „yeet“
Am 18. Februar 2020 startete das GEP auf mehreren Social-Media-Plattformen das evangelische Contentnetzwerk „yeet“. Es unterstützt christliche Creators, die ihren Glauben, in Form von Sinnfragen, Werten und gesellschaftlichen Fragen über soziale Medien bei Menschen zwischen 14 und 39 Jahren ins Gespräch bringen. yeet trägt dazu bei, dass die christliche Botschaft in einer passenden Sprache vermittelt wird und fördert den Austausch von christlichen Contentcreators und die Sichtbarkeit ihrer Inhalte.

### Filmkulturelles Zentrum
Im Filmkulturellen Zentrum werden in Abstimmung mit dem Kulturbüro der EKD Informationen und Kompetenzen für den Dialog zwischen Kirche und Kino zur Verfügung gestellt. Eine der wesentlichen Aufgaben ist die Vertretung der EKD in der Filmförderungsanstalt (FFA) mit Sitz und Stimme. Weitere Aufgaben des Filmkulturellen Zentrums im GEP sind die Beratung und Koordination der evangelischen Filmarbeit sowie die kritische Beobachtung, Reflexion und Bewertung des Film- und Kinoangebots in Deutschland. Zu diesem Zweck bestimmt die „Jury der Evangelischen Filmarbeit“ seit November 1951 monatlich einen „Film des Monats“, der sich durch seine herausragende Qualität zur Diskussion anbiete. Mit diesem Prädikat sollen Programmgestalter, Kinobesitzer und Medienverantwortliche – und letztlich das Publikum – auf diese Filme aufmerksam gemacht werden. „Filme des Monats“ werden u. a. in der Kinozeitschrift epd Film sowie auf einer eigenen Internetseite vorgestellt.

### JS-Magazin
Das JS-Magazin ist die Zeitschrift der Evangelischen Kirche für junge Soldaten und richtet sich an Freiwillige Wehrdienstleistende und Soldaten auf Zeit in der Bundeswehr. Das Magazin erscheint monatlich und wurde 2011 mit dem vom Branchendienst für die Kommunikationsbranche kressreport verliehenen Kress Award 2011 für das beste Corporate-Media-Produkt des Jahres ausgezeichnet. Die Jury bescheinigte dem Magazin: „Über dieses Magazin hat die Kirche die Chance, in der jungen Generation zu punkten. Es pflegt den offenen Umgang mit Leben und Sterben, ist innovativ in der Wortwahl und nie verkrampft. Vor allem gelingt es, die Themen Militär und Glaube zusammenzuführen, ohne dass es je peinlich wirkt.“

### Nachrichtenplattform „Amal“
Die Nachrichtenplattform Amal ist eine Abteilung im Digitalbereich des GEP und bietet seit 2016 in Berlin, seit 2019 in Hamburg und seit 2022 in Frankfurt am Main jeweils lokale Nachrichten in den Heimatsprachen der neu ankommenden Geflüchteten an. Insgesamt 25 im GEP angestellte Exil-Journalisten berichten auf Arabisch, Persisch und Ukrainisch über alles, was in den jeweiligen Städten wichtig ist: Politik, Kultur und das Neueste aus den Communitys der Neuangekommenen.

### religionen-entdecken.de
Das kostenlose digitale Bildungsangebot religionen-entdecken.de erklärt Schülerinnen und Schüler große Weltreligionen und kleine Glaubensgemeinschaften und bietet ihnen die Möglichkeit, Fragen zu stellen, die ein Team mit Expertise für die jeweilige Religion gemeinsam mit der Redaktion beantwortet. Lehrkräfte finden auf der Seite in einem eigenen Bereich Unterrichtsmaterialien, weiterführende Links, Literaturtipps und Hintergrundinformationen.

### Robert-Geisendörfer-Preis
Der Robert-Geisendörfer-Preis wird seit 1983 alljährlich für herausragende publizistische Leistungen deutscher Hörfunk- und Fernsehsender verliehen. Mit dem Medienpreis der evangelischen Kirche sollen insbesondere Sendungen gewürdigt werden, die das persönliche und soziale Verantwortungsbewusstsein stärken, die zur gegenseitigen Achtung der Geschlechter und zum guten Miteinander von einzelnen, Gruppen und Völkern beitragen, die die christliche Orientierung vertiefen und einen Beitrag zur Überwindung von Gewalt leisten. Die Geschäftsführung liegt im GEP, Vorsitzender der Jury ist der GEP-Aufsichtsratsvorsitzende Kirchenpräsident Volker Jung. Mit dem Preis erinnert die evangelische Kirche an Robert Geisendörfer (1910 bis 1976), der als der Mentor kirchlicher Publizistik im Nachkriegsdeutschland gilt. Robert Geisendörfer war unter anderem der Gründungsdirektor des GEP und lange Jahre Fernsehbeauftragter der Evangelischen Kirche in Deutschland (EKD). Er war maßgeblich daran beteiligt, ein inhaltliches und organisatorisches Gesamtkonzept für die Präsenz der Evangelischen Kirche in Hörfunk und Fernsehen zu entwickeln und durchzusetzen.

### Rundfunkarbeit
Das Team in der Rundfunkarbeit für den Medienbeauftragten des Rates der EKD ist zuständig für zahlreiche Programmformate in Fernsehen und Hörfunk. Neben den Sendungen Das Wort zum Sonntag in der ARD und Gottesdienst im ZDF zählen dazu So gesehen auf SAT.1, das Motzmobil auf ProSieben, der Bibelclip auf RTL, die Hörfunkbeiträge auf Deutsche Welle und Deutschlandradio und die Reihen Spurensuche und Glaubenssachen bei der Deutschen Welle. Dazu kommen zahlreiche Aktivitäten im Jugendmedienschutz und in den Bereichen Medienpädagogik und Medienethik. Das GEP leistet die Medienarbeit der EKD in den Prüfgremien der Freiwilligen Selbstkontrolle der Filmwirtschaft (FSK) und der Freiwilligen Selbstkontrolle Fernsehen (FSF).

## Liste der GEP-Leitungen und Beauftragten für Rundfunk und Medien der EKD
| 1973 – 1976 | Pfarrer Robert Geisendörfer (Gründungsdirektor und Rundfunkbeauftragter der EKD)  |
| 1976 – 1981 | Norbert Schneider (Direktor und Rundfunkbeauftragter der EKD)                     |
| 1981 – 1993 | Hans-Wolfgang Heßler (Direktor und Rundfukbeauftragter der EKD)                   |
| 1993 – 2002 | Hans-Norbert Janowski (Direktor und Runfunkbeauftragter der EKD)                  |
| 1997 – 2001 | Johanna Haberer (Runfunkbeauftragte der EKD)                                      |
| 2001 – 2007 | Bernd Merz (Rundfunkbeauftragter der EKD)                                         |
| 2002 – 2024 | Jörg Bollmann (Direktor)                                                          |
| 2007 – 2023 | Markus Bräuer (Medienbeauftragter der EKD)                                        |
| seit 2024   | Ariadne Klingbeil (Kaufmännische Geschäftsführerin)                               |
| seit 2024   | Stefanie Schardien (Theologische Geschäftsführerin und Medienbeauftragte der EKD) |

## Beteiligungen und Arbeitsbereiche
- EKD Media
- Bibel TV
- Eikon
- Evangelische Verlagsanstalt Leipzig
- Fundraising Akademie
- Matthias-Film
- m-public
- Radio Paradiso
- mecom Medien-Communikations-Gesellschaft
- welt-sichten